# Ceumpeudak (Cot Girek)
Ceumpeudak is een bestuurslaag in het regentschap Aceh Utara van de provincie Atjeh, Indonesië. Ceumpeudak telt 353 inwoners (volkstelling 2010).